# 織部駅
織部駅（おりべえき）は、岐阜県本巣市山口字森本にある、樽見鉄道樽見線の駅である。駅番号はTR10。

## 歴史
道の駅織部の里もとす開設をきっかけに新設された駅である。事業費は約3700万円で、本巣町が新設を要望した。駅名は本巣町域が生誕地とされる安土桃山時代の武将・茶人の古田織部にちなむ。
- 2002年（平成14年）4月1日：樽見鉄道樽見線の駅として新設。

## 駅構造
単式ホーム1面1線を有する地上駅。

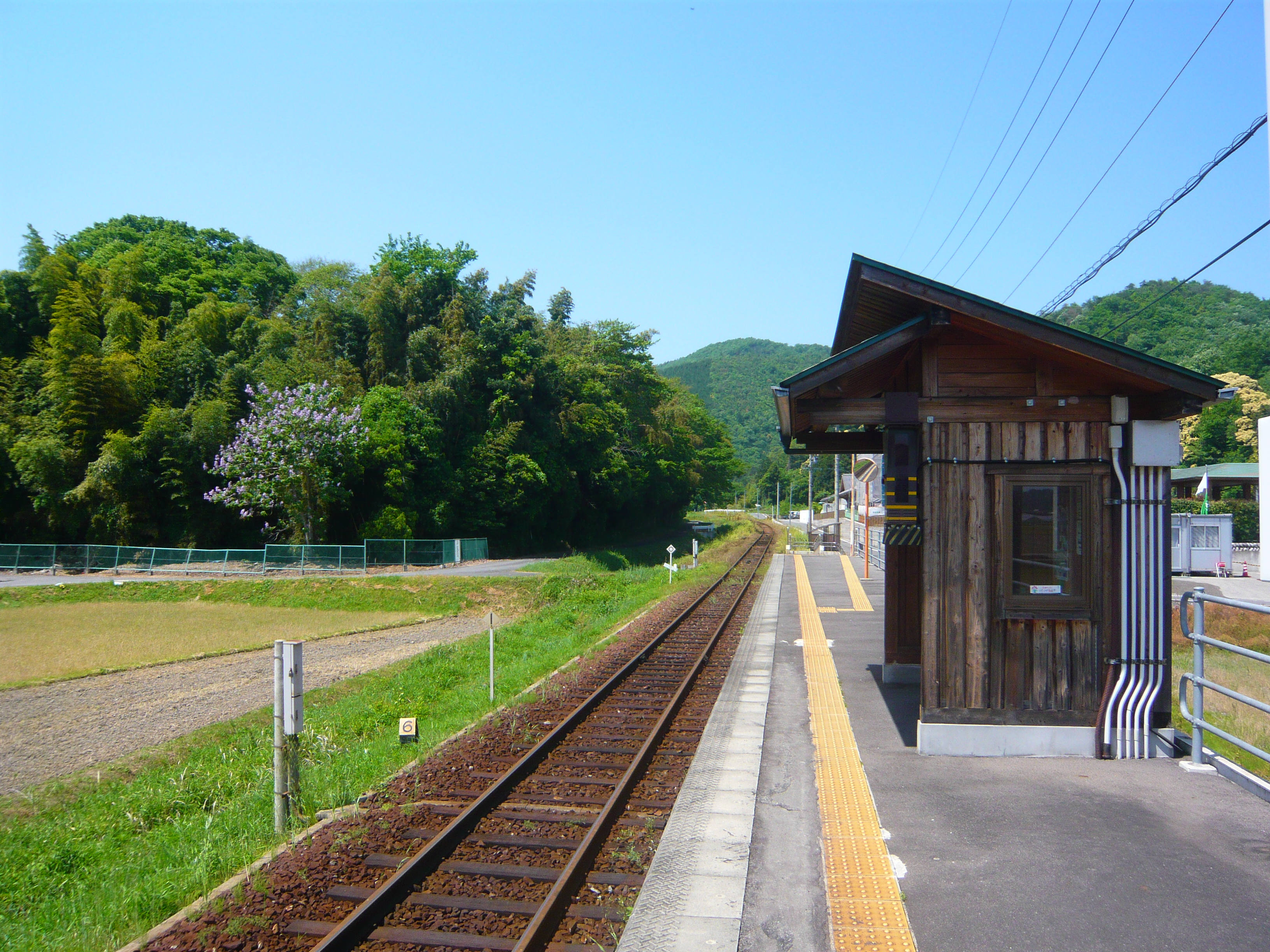
ホーム（2008年5月）

無人駅。駅舎や自動券売機等は設置されていない。桜ダイヤ期間中は普通乗車券を所持していれば、当駅で途中下車が可能。

## 利用状況
| 年度               | 1日平均乗車人員 |
| ------------------ | --------------- |
| 2011年（平成23年） | 11              |
| 2012年（平成24年） | 10              |
| 2013年（平成25年） | 10              |
| 2014年（平成26年） | 11              |
| 2015年（平成27年） | 11              |
| 2016年（平成28年） | 13              |

## 駅周辺
樽見線の平野部と山間部との境界に位置しており、付近には道の駅の他に法林寺此奥古墳群や山口城主居館跡、山口の条理跡などの遺跡が点在している。
- 国道157号
- 道の駅織部の里もとす[1]
- 織部展示館[1]
- 住友大阪セメント岐阜工場

## 隣の駅
樽見鉄道
■樽見線
本巣駅 (TR09) - 織部駅 (TR10) - 木知原駅 (TR11)